# Carlos Rivera
Carlos Rivera  (Huamantla, Tlaxcala, 15 de março de 1986) é um cantor, compositor e ator mexicano. Iniciou sua carreira em 2004, ao tornar-se o vencedor da terceira temporada do reality show La Academia da TV Azteca. Desde a infância, apresentava-se em concursos de canto em Tlaxcala, onde também trabalhou como locutor em uma estação de rádio local.
Em 2005, após o êxito na terceira temporada de La Academia, assinou um contrato com a gravadora Sony BMG e, no ano seguinte, participou do programa televisivo Desafío de estrellas ao lado de outros ex-participantes do reality show,[carece de fontes?] com os quais realizou uma turnê pelo México, em cidades como Monterrey, Guadalajara, Veracruz e Puebla. No mesmo período, trabalhou em peças musicais como Bésame mucho e Orgasmos la comedia, além de protagonizar A Bela e a Fera e fazer parte do elenco original da primeira versão mexicana de Mamma Mia em 2010. No ano seguinte, obteve êxito na Espanha ao interpretar Simba no musical O Rei Leão, obra que mais tarde seria apresentada no México em 2015. Rivera também atuou como ator em programas como La vida es una canción[carece de fontes?] e em um capítulo da telenovela Los Sánchez, ambos da TV Azteca. Em 2016, interpretou Andrés na telenovela El hotel de los secretos da Televisa, pelo qual recebeu os prêmios TVyNovelas de melhor ator coadjuvante e melhor revelação masculina.
Sua carreira discográfica conta com cinco discos; seu álbum de estreia, homônimo, foi lançado em fevereiro de 2007, com o qual alcançou disco de ouro por mais de 50.000 cópias vendidas no México. Seu segundo disco, Mexicano, foi lançado em 2010. A obra, que homenageia grandes nomes da música mexicana, também recebeu disco de ouro por mais de 30.000 cópias vendidas, sendo um dos 20 discos mais vendidos no México naquele ano. Em 2013 lançou seu terceiro álbum, El hubiera no existe, que também atingiu a marca das 30.000 cópias vendidas. Em fevereiro de 2016, lançou Yo creo, obtendo boa recepção em seu país natal, assim como em países como Argentina, Colômbia e España. Seu álbum mais recente, Guerra, foi lançado em 7 de setembro de 2018.

## Trajetória

### 1986-2003: Início

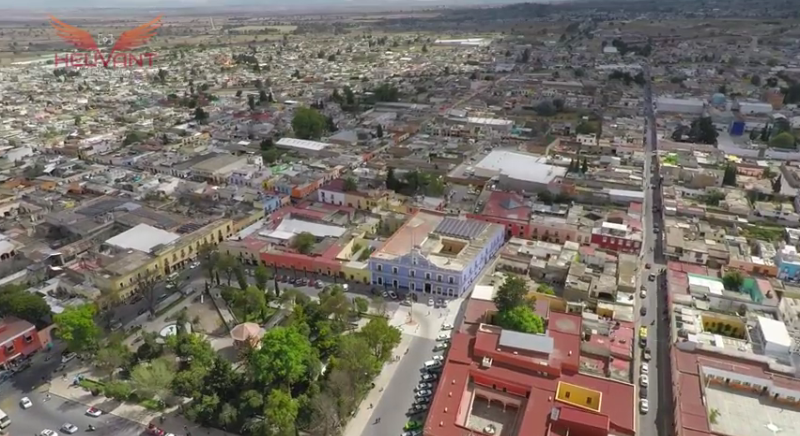
Huamantla, cidade natal de Carlos.

Carlos Augusto Rivera Guerra nasceu em Huamantla, no estado de Tlaxcala, em 15 de março de 1986. Desde pequeno, sempre gostou muito de cantar e nunca desperdiçou uma oportunidade de fazê-lo, fosse em festas de família ou em concursos da escola ou do estado ou do município, sempre saindo destes como vencedor. A partir da adolescência, seguro de seu talento, Carlos começou a organizar seus próprios shows, buscando patrocinadores e conquistando um público cada vez maior. Em várias ocasiões ganhou o concurso estadual de canto, se convertendo numa personalidade regional com seu próprio programa de rádio.

### 2004-2005:La Academiae contrato com a Sony
Em março de 2004, após uma infinidade de provas, audições e desafios, conseguiu entrar no reality show musical da TV Azteca, La Academia, onde, após meses de competição, ganhou o respeito dos jurados e, com mais de 80% dos votos, se converteu no ganhador da terceira temporada. Na final, em 4 de julho de 2004, interpretou "Qué nivel de mujer" do cantor mexicano Luis Miguel e "Esta noche es para amar" do filme animado da Disney O Rei Leão. Após a vitória, foi nomeado "filho ilustre" de Huamantla pela Câmara Municipal, recebeu um prêmio do sindicato de professores de Tlaxcala e assinou um contrato de 7 anos com a TV Azteca. No ano seguinte assinou um contrato com a Sony Music, gravadora que possuía uma aliança estratégica com a BMG Entertainment. A partir de então, Carlos deu início a sua carreira artística dentro da indústria musical.

### 2006-2009: Televisão, teatro e primeiro disco
Em janeiro de 2006, Carlos ingressou como participante no segundo Desafío de estrellas da TV Azteca, competindo com nomes como Aranza, Nadia Yvonne, Cynthia Rodríguez, José Joel, Raúl Sandoval e Erika Alcocer Luna. Chegou à grande final, mas conseguiu apenas o sexto lugar na competição. Enquanto preparava seu primeiro álbum, participou de uma turnê pelo México com os demais participantes do Desafío de estrellas. Além disso, gravou a canção "Y Si Tú Supieras" para o filme Mar de sueños; esta foi indicada à Deusa de Prata de melhor canção de cinema. No mesmo ano, em agosto, estreou no teatro ao protagonizar a peça musical Bésame Mucho.
Em 27 de fevereiro de 2007, lançou seu primeiro disco, homônimo, o qual trouxe como singles as canções "Te Me Vas" e "No Soy El Aire". Por vendas superiores a 30.000 unidades, o álbum recebeu o disco de ouro da Asociación Mexicana de Productores de Fonogramas y Videogramas (AMPROFON). No ano seguinte, Carlos se incorporou à peça Orgasmos, La Comedia. Em junho de 2008, aos 22 anos de idade, se converteu no ator mais jovem do mundo a protagonizar o papel principal no musical A Bela e a Fera, primeira grande produção da Disney montada no México. Em junho de 2009, estrelou em Mamma Mia!, projeto que lhe rendeu uma indicação ao prêmio da Associação dos Jornalistas de Teatro de Melhor Ator Coadjuvante do Ano.

### 2010-2013: Segundo disco e êxito internacional
Em 2010, Carlos lançou seu segundo disco, Mexicano, com o qual também obteve o disco de ouro da AMPROFON por vendas superiores a 30.000 cópias. Na obra, produzida por Kiko Campos e gravada no Teatro Esperanza Iris, no Centro Histórico da Cidade do México, interpreta uma série de canções tradicionais da música mexicana. No mesmo ano, deu voz a Carlos Navarro, personagem do filme de animação Héroes verdaderos, que conta a história de Miguel Hidalgo e José María Morelos, heróis da Independência do México.
Em 2011, chegou à vida de Carlos Rivera a peça musical O Rei Leão, que seria um divisor de águas em sua carreira. Seu interesse pelo personagem principal da obra vem desde sua infância, quando assistiu ao filme pela primeira vez aos oito anos de idade. A trilha-sonora do filme foi o primeiro disco que comprou. Além disso, ganhou a terceira temporada de La Academia interpretando uma das canções do filme em 2004.
Após diversas tentativas de participar do casting via internet, o cantor foi convidado pela companhia mexicana Ocesa Teatro para realizar um teste de vídeo, que foi tão bem recebido pelos produtores da peça na Espanha (da Stage Entertainment) que ele logo recebeu um convite para realizar o teste ao vivo na Espanha. Enfrentando mais de dez mil aspirantes ao papel em todo o mundo, Carlos Rivera obteve o papel do protagonista Simba. Esta foi a primeira vez que um artista mexicano encabeçou o elenco de uma obra da Disney fora do México. Desta maneira, Carlos foi tema de entrevistas, reportagens e eventos públicos na Espanha, podendo dar início à internacionalização de sua carreira artística. Em 2012, venceu o prêmio de ator revelação dos Broadway World Spain Awards. Durante o período de apresentação da peça, entre 2011 e 2013, cerca de um milhão de pessoas assistiram às mais de 700 apresentações da obra no tradicional Teatro Lope de Vega na Gran Vía de Madri.

### 2013-2014: Terceiro disco e 10 anos de carreira
Em 4 de junho de 2013, Carlos lançou o disco El hubiera no existe, com o qual mostrou sua faceta de autor, somando suas composições àquelas que nomes como Mario Domm, Franco de Vita, Leonel García e Pablo Preciado escreveram para ele. O projeto gerou canções como "Fascinación", "Sólo Tú", "Gracias a Ti", "Por Ti" e "Qué Fue de Nuestra Vida", esta última um dueto com Franco de Vita. Assim como os projetos anteriores do artista, El hubiera no existe recebeu o disco de ouro da AMPROFON, além do prêmio Dial de melhor artista revelação na Espanha, no rescaldo de seu então recém-adquirido sucesso no país por conta da obra O Rei Leão. O cantor também recebeu o Prêmio Antena CIRT de mérito artístico das mãos do então presidente do México Enrique Peña Nieto em novembro de 2013.
Em 2014, embarcou em sua primeira turnê mundial, El Hubiera No Existe Tour, que deu origem a mais de 60 shows em cidades como Madri, Barcelona, Valencia, Buenos Aires e Guadalajara. Em 5 de julho de 2014, apresentou-se no Teatro Metropolitan da cidade do México. Desta apresentação, gravou um disco ao vivo, que seria lançado em comemoração a seus dez anos de carreira sob o título de Con ustedes... Car10s Rivera en vivo. O projeto audiovisual foi apresentado pelo cantor venezuelano Franco de Vita, amigo, mestre e um dos artistas que mais acreditou em Carlos desde o início de sua carreira, com quem compartilhou o palco em múltiplas ocasiões e em diferentes países.

### 2015-2017: Teatro, quarto disco e telenovela
Em maio de 2015, o musical O Rei Leão voltou a cruzar o caminho de Carlos e o artista voltou a interpretar o papel de Simba, desta vez no México. O musical se tornou o mais lucrativo da história do país, ao passo em que Rivera atuou em mais de 300 apresentações entre 2015 e 2016. Ao total, atuou em mais de mil apresentações no México e na Espanha, que juntas somam mais de 1,4 milhão de espectadores. Com isso, Carlos se tornou o primeiro ator a protagonizar duas versões diferentes de O Rei Leão e o único a gravar dois discos da trilha-sonora do musical, além de ajudar a escrever as letras das canções para a versão mexicana. Com o êxito do musical, Carlos assinou um contrato com a Televisa em maio de 2015.
Em 5 de fevereiro de 2016, lançou seu quarto disco, Yo creo, que estreou em primeiro lugar na lista de mais vendidos da AMPROFON no México, além de conquistar o primeiro lugar no iTunes da Espanha. Poucas semanas após ser lançado, o disco conseguiu o disco de ouro da AMPROFON e rendeu ao artista seu segundo prêmio Dial na Espanha. Entre abril de 2016 e junho de 2018, Carlos participou de uma extensiva turnê mundial por 5 países para promover o disco.
Entre outubro de 2015 e maio de 2016, filmou sua primeira telenovela, El hotel de los secretos, interpretando o papel de Andrés Salinas Gómez. A produção estreou em 25 de janeiro de 2016 nos Estados Unidos na emissora Univision e em 10 de abril de 2016 no México na Televisa. Por sua atuação, recebeu em 2017 os prêmios TVyNovelas de melhor ator coadjuvante e melhor revelação masculina, além de ter sido indicado ao prêmio de melhor tema musical por "Que lo nuestro se quede nuestro" da novela Sin rastro de ti, incluída no disco Yo creo.
Em maio de 2017, Carlos lançou a versão deluxe de Yo creo, que inclui o single "Lo digo" com o grupo cubano Gente de Zona, que obteve êxito no México e na Colômbia. No final do ano, lançou "Recuérdame", a versão em espanhol de "Remember Me", tema do filme Viva – A Vida é Uma Festa da Pixar. A composição mistura os gêneros pop e mariachi. Mais tarde, em abril de 2018, foi indicado à Deusa de Prata pela canção "Maldito miedo" do filme Me gusta pero me asusta.

### 2018-atualidade:La Voze quinto disco
Encerrada a extensa turnê de promoção de Yo creo, Carlos pôde se concentrar em novos projetos. Em agosto de 2018, começou a gravar sua participação na sétima temporada do reality show musical La Voz... México. Em 7 de setembro de 2018, lançou Guerra, seu quinto disco de estúdio. Uma homenagem a seu sobrenome materno, o disco produziu os singles "Me muero", "Grito de Guerra" e "Regrésame mi corazón". Em 30 de setembro estreou a sétima temporada de La Voz... México, no qual Carlos estreou como treinador ao lado de Anitta, Maluma e Natalia Jiménez. Cristina Ramos, treinada por Carlos, venceu esta edição do programa. Em 15 de novembro de 2018, apresentou o Latin Grammy Awards de 2018 ao lado da atriz Ana de la Reguera, sendo criticado por alguns telespectadores por seu nervosismo e também pelo look que escolheu para a cerimônia.
Atualmente, o cantor encontra-se em turnê pelo México para promover o disco Guerra.

## Vida pessoal
Em 2004, durante sua participação em La Academia, iniciou um relacionamento com a participante Hiromi Hayakawa, a quem considerava seu primeiro amor. Escreveu a canção "Tú Fuiste Para Mí", do disco Yo creo (2016), pensando nela. Hayakawa morreu em 27 de setembro de 2017 após sofrer um aborto espontâneo de sua primeira filha com o esposo Fernando Santana. À época, Carlos escreveu um post no Facebook revelando que Hiromi foi a pessoa responsável por apresentar-lhe ao teatro musical.
Sempre reservado em relação a sua vida privada, Carlos Rivera tem sido alvo de todo tipo de especulação acerca de sua sexualidade. Desde 2015, os meios de comunicação especulam sobre um namoro do artista com a atriz e cantora Cynthia Rodríguez. Ela é contratada da TV Azteca e participou da quarta temporada de La Academia e conhece Carlos desde 2006, quando competiram juntos na segunda temporada de Desafío de estrellas.
A relação foi confirmada por ambos em março de 2016. Em julho foram publicadas fotos de uma suposta traição de Rodriguez, que se defendeu dizendo que as imagens haviam sido tiradas muito antes dela iniciar seu relacionamento com Carlos. Em junho de 2018. o relacionamento entre os artistas continua. Numa entrevista para o jornal El Universal, a atriz explicou que eles não expõem publicamente a relação para evitar mal-entendidos e também a inveja alheia.

## Discografia
| - 2007: Carlos Rivera [CD+DVD] - 2010: Mexicano - 2013: El hubiera no existe - 2016: Yo creo - 2018: Guerra | - 2011: Mexicano - El Rey (ao vivo) [CD+DVD] - 2013: El hubiera no existe (edição especial) [CD+DVD] - 2014: Con ustedes... Carlos Rivera en vivo [CD+DVD] - 2014: El hubiera no existe (Sesión En Vivo) [Somente digital] - 2017: Yo creo (Deluxe Edition) [CD+DVD] - 2018: Yo vivo [CD+DVD] |

## Filmografia
- 2004: La Academia - participante vencedor
- 2006: Desafío de estrellas - participante em sexto lugar
- 2010: Héroes verdaderos - Carlos Navarro (voz)
- 2014: La Voz Kids (Espanha) - assessor de Malú
- 2016: El hotel de los secretos - Andrés Salinas Gómez
- 2016: First Dates (Espanha) - convidado
- 2018: Golpe al corazón (Argentina) - participação especial
- 2018: La Voz... México - treinador
- 2018: Latin Grammy Awards - apresentador
- 2019–presente: ¿Quién es la máscara? - investigador/jurado

## Teatro
- 2006: Bésame mucho (México)
- 2008: Orgasmos, la comedia (México)
- 2008: A Bela e a Fera (México)
- 2009: Mamma Mia! (México)
- 2011: O Rei Leão (Espanha, 2011)
- 2015: O Rei Leão (México, 2015)

## Prêmios e indicações
Diosas de Plata
| Ano  | Categoria                            | Obra                                        | Resultado |
| ---- | ------------------------------------ | ------------------------------------------- | --------- |
| 2018 | Melhor canção original para o cinema | "Maldito miedo" de Me gusta, pero me asusta | Indicado  |

TVyNovelas
| Ano  | Categoria                  | Obra                                                  | Resultado |
| ---- | -------------------------- | ----------------------------------------------------- | --------- |
| 2017 | Melhor ator coadjuvante    | El hotel de los secretos                              | Venceu    |
| 2017 | Melhor revelação masculina | El hotel de los secretos                              | Venceu    |
| 2017 | Melhor tema musical        | "Que lo nuestro se quede nuestro" de Sin rastro de ti | Indicado  |
| 2019 | Melhor tema musical        | " Me muero" de Amar a muerte                          | Venceu    |